# 大迫杏子
大迫 杏子（おおさこ きょうこ、1978年12月10日 - ）は、日本の作曲家・編曲家・キーボーディスト。東京都町田市出身。

## 人物
5〜6歳の頃からピアノを始めるが、次第にバンドに転向。大学卒業後、音楽学校に通う傍ら、2004年「ディズニー・オン・クラシック」日本公演にキーボーディストとして参加し、プロとしての活動を始める。
レコーディングやライブサポートのほか、19人編成のビッグバンド「Lady Angel 107」や3人組の音楽ユニット「ビニールドーナツ」のメンバーとしても活動。
株式会社コルグのインストラクターを始め、Kimmy☆やSound Horizonなどでもサポートメンバーとして参加している。
2016年12月5日、作曲を手がけた西野カナ『Dear Bride』が第49回日本有線大賞を受賞。第67回NHK紅白歌合戦歌唱楽曲にもなった。

## 手掛けた楽曲

### 作曲
- 西野カナ
  - 「*Prologue* 〜Sunrise〜」
  - 「Clap clap!!」
  - 「Epilogue 〜Thank you, Love〜」（以上アルバム『Thank you, Love』収録）
  - 「Dear Bride」

### 編曲
- 西野カナ
  - 「Together」（アルバム『Thank you, Love』収録）
- 中西保志
  - 「どんなときも。」「The Christmas Song」（以上アルバム『Standards4』収録）
- TOM★CAT
  - 「もしもいつの日か私に息子ができたら」（アルバム『ラヂオ』収録）
- TVアニメ「ロックは淑女の嗜みでして」
  - 「宝島」[注 1]

### CMソング
- ロッテアイス「爽」
- アーデンホームインターナショナル
- KAI HOUSE
- 日清オイリオ

## 参加作品
- Sound Horizon『Roman』 - キーボード、ピアノ演奏で参加
- NMB48『365日の紙飛行機』（シングル「甘噛み姫」収録Ver.） - ピアノ演奏で参加
- DISH//『サクラボシ』（アルバム「召し上がれのガトリング」収録） - ピアノ演奏で参加
- 映画『溺れるナイフ』サウンドトラック（音楽：坂本秀一） - ピアノ演奏で参加